# سانتادي
سانتادي، (بالإنجليزية: Santadi)‏، هي بلدية، في مقاطعة جنوب سردينيا، في إقليم سردينيا الإيطالي، وتقع على بعد حوالي 35 كم (22 ميل) جنوب غرب كالياري وحوالي 20 كم (12 ميل) جنوب شرق كاربونيا.

## السكان
في سنة 1861 بلغ عدد السكان 1٬520 نسمة، وتطور العدد ليصل في سنة 2011 لـ 3٬570 نسمة.
يظهر هذا المخطط البياني تطور النمو السكاني لـ سانتادي